# 刘宏 (1983年)
刘宏（1983年11月—），江苏南京人，东南大学教授、生物电子学国家重点实验室副主任。主要研究方向为电化学、传感器、微流控芯片、现场快速检测。2002 - 2009年就读于东南大学，先后获得学士学位、硕士学位；2009 - 2012年，就读于美国德克萨斯大学奥斯汀分校，获得博士学位。